# Вілла-ді-Тірано
Вілла-ді-Тірано (італ. Villa di Tirano) — муніципалітет в Італії, у регіоні Ломбардія,  провінція Сондріо.
Вілла-ді-Тірано розташована на відстані близько 520 км на північ від Рима, 110 км на північний схід від Мілана, 21 км на схід від Сондріо.
Населення — 3000 осіб (2014).
Щорічний фестиваль відбувається 10 серпня. Покровитель — святий мученик Лаврентій.

## Демографія
Населення за роками:

Станом на 1 січня 2023 року в муніципалітеті офіційно проживало 180 іноземців з 29 країн, серед них 55 громадян країн Євросоюзу та 7 громадян України.

## Сусідні муніципалітети
- Априка
- Б'янцоне
- Брузіо
- Кортено-Гольджі
- Тельйо
- Тірано